# Makár Alajos
Makár Alajos (Nagykároly, 1927. november 18. – Kolozsvár, 1989. január 24.) magyar festőművész.

## Életútja, munkássága
Főiskolai tanulmányait 1949 és 1955 között Bukarestben, majd Kolozsváron folytatta. Kenyérkereső munka gyanánt a kolozsvári könyvüzletek kirakatrendezését végezte, de festményei 1955-től kezdve rendszeresen szerepeltek a kolozsvári megyei tárlatokon, 1970-ben és 1972-ben Bukarestben. Gyűjteményes kiállításokon mutatta be műveit a kolozsvári közönségnek az 1956-ban, 1973-ban, 1982-ben és 1987-ben, utóbbi kettőn kizárólag a széki, illetve homoródi és háromszéki témáit. 1990-ben és 2018-ban emlékkiállítást szerveztek Kolozsváron.
Kezdő munkáit kevés kivétellel megsemmisítette, megmaradt életműve az 1960-as évektől datálódik. Első időszakában levegős-laza szürkékkel festett borongós tájakat. Egy évtized múlva robbanékony, feszült hangulatú sorozat után letisztult, halk, otthonos tájakat, utcarészleteket, arcképeket és kompozíciókat alkotott. Az 1970-es évek derekán talált rá főművének témájára, amely által fegyelmezett és mértéktartó egyéniségét ki tudta vetíteni: a székiekre. A pompás népviselet tüzes színei nem ejtették a dekoratív látvány csapdájába, hanem merész és gazdag, kontrasztokat finom átmenetekkel egységben tartó kompozícióinak uralkodó eleme az emberi méltóság és a közösség fegyelme.